# Partido judicial de Molina de Aragón
El  partido judicial de Molina de Aragón es el partido judicial n.º 2 de la provincia de Guadalajara y  uno de los tres partidos judiciales (junto con el Partido judicial de Guadalajara y el Partido judicial de Sigüenza) en los que se divide la provincia de Guadalajara (España). Tiene como cabeza de partido la localidad de Molina de Aragón. Engloba a sesenta y tres municipios del este de la provincia.

## Municipios
- Ablanque
- Adobes
- Alcoroches
- Algar de Mesa
- Alustante
- Anquela del Ducado
- Anquela del Pedregal
- Baños de Tajo
- Campillo de Dueñas
- Castellar de la Muela
- Castilnuevo
- Checa
- Chequilla
- Ciruelos del Pinar
- Cobeta
- Corduente
- Embid
- Establés
- Fuembellida
- Fuentelsaz
- Herrería
- Hombrados
- Huertahernando
- Luzón
- Maranchón
- Mazarete
- Megina
- Milmarcos
- Mochales
- Molina de Aragón
- Morenilla
- Olmeda de Cobeta
- Orea
- Pardos
- El Pedregal
- Peñalén
- Peralejos de las Truchas
- Pinilla de Molina
- Piqueras
- El Pobo de Dueñas
- Poveda de la Sierra
- Prados Redondos
- Rillo de Gallo
- Rueda de la Sierra
- Selas
- Setiles
- Taravilla
- Tartanedo
- Terzaga
- Tierzo
- Tordellego
- Tordesilos
- Torrecuadrada de Molina
- Torremocha del Pinar
- Torremochuela
- Torrubia
- Tortuera
- Traíd
- Valhermoso
- Villanueva de Alcorón
- Villel de Mesa
- La Yunta
- Zaorejas